# Endasys triannulatus
Endasys triannulatus là một loài tò vò trong họ Ichneumonidae.